# Lešem (izraelská osada)
Lešem (hebrejsky לשם, přepisováno též Leshem) je izraelská osada a vesnice typu společná osada (jišuv kehilati) na Západním břehu Jordánu v distriktu Judea a Samaří a v Oblastní radě Šomron (Samařsko).

## Geografie
Nachází se na v nadmořské výšce cca 330 metrů na jihozápadním okraji hornatiny Samařska, cca 15 kilometrů východně od města Petach Tikva, cca 12 kilometrů jihozápadně od města Ariel, cca 35 kilometrů severozápadně od historického jádra Jeruzalému a cca 25 kilometrů východně od centra Tel Avivu.
Osada je na dopravní síť Západního břehu Jordánu napojena pomocí lokální silnice číslo 446 vedoucí na jih k sousedním izraelským osadám Bejt Arje-Ofarim a na východ k takzvané Transsamařské dálnici, která zajišťuje spojení jak s vnitrozemím Západního břehu Jordánu a s městem Ariel, tak s aglomerací Tel Avivu.
Leží v menším ale územně souvislém bloku izraelských vesnic (Guš Ma'arava) na západním okraji okupovaného Západního břehu Jordánu, jen cca 5 kilometrů od Zelené linie, která odděluje území Izraele v mezinárodně uznávaných hranicích. Součástí tohoto bloku jsou ještě obce Alej Zahav, Pedu'el, Bruchin a Bejt Arje-Ofarim (v širší definici je Lešem součástí velkého sídelního bloku Guš Ari'el). Okolo ale existuje i několik palestinských vesnic (nejblíže z nich Rafat, cca 1 kilometr severně od Lešem). Přímo v prostoru osady leží archeologická památka Deir Sam'an.

## Dějiny a demografie
Plán na výstavbu obytného souboru v této lokalitě vznikl již v roce 1985. Pozemky pro výstavbu měly být vykoupeny přes prostředníka neznámým ruským oligarchou.
Lešem není administrativně oficiálně samostatnou obcí, formálně je zahrnován pod sousední obec Alej Zahav (původně nazýván עלי זהב מערב, Alej Zahav ma'arav, Alej Zahav-západ). Fakticky ale jde o nezávislou vesnici. Slavnostní otevření vesnice se konalo v srpnu 2013, kdy se sem nastěhovalo 72 rodin. 70 dalších rodin se očekávalo v následujícím roce. Celková kapacita osady byla naplánována na 400 bytových jednotek. Představitelé izraelských osadníků označili vznik Lešemu za první novou osadu za posledních dvacet let.
V červnu 2014 začala výstavba školy a zároveň třetí etapy výstavby obytných domů v Lešemu. V říjnu 2014 se uvádělo, že obyvatelé osady nadále mají problémy s neexistencí trvalé příjezdové cesty k vesnici. V té době tu mělo žít již 90 rodin. Proti trase příjezdové komunikace totiž podal soudní stížnost jeden údajný arabský majitel pod ní ležícího pozemku.
Populace je nábožensky orientovaná. Uvádí se tu 130 žijících rodin.